# Ernst Prinz
Ernst Prinz (* 1. April 1878 in Diekendörn bei Emkendorf; † 26. November 1974 in Felde) war ein deutscher Architekt.

## Leben

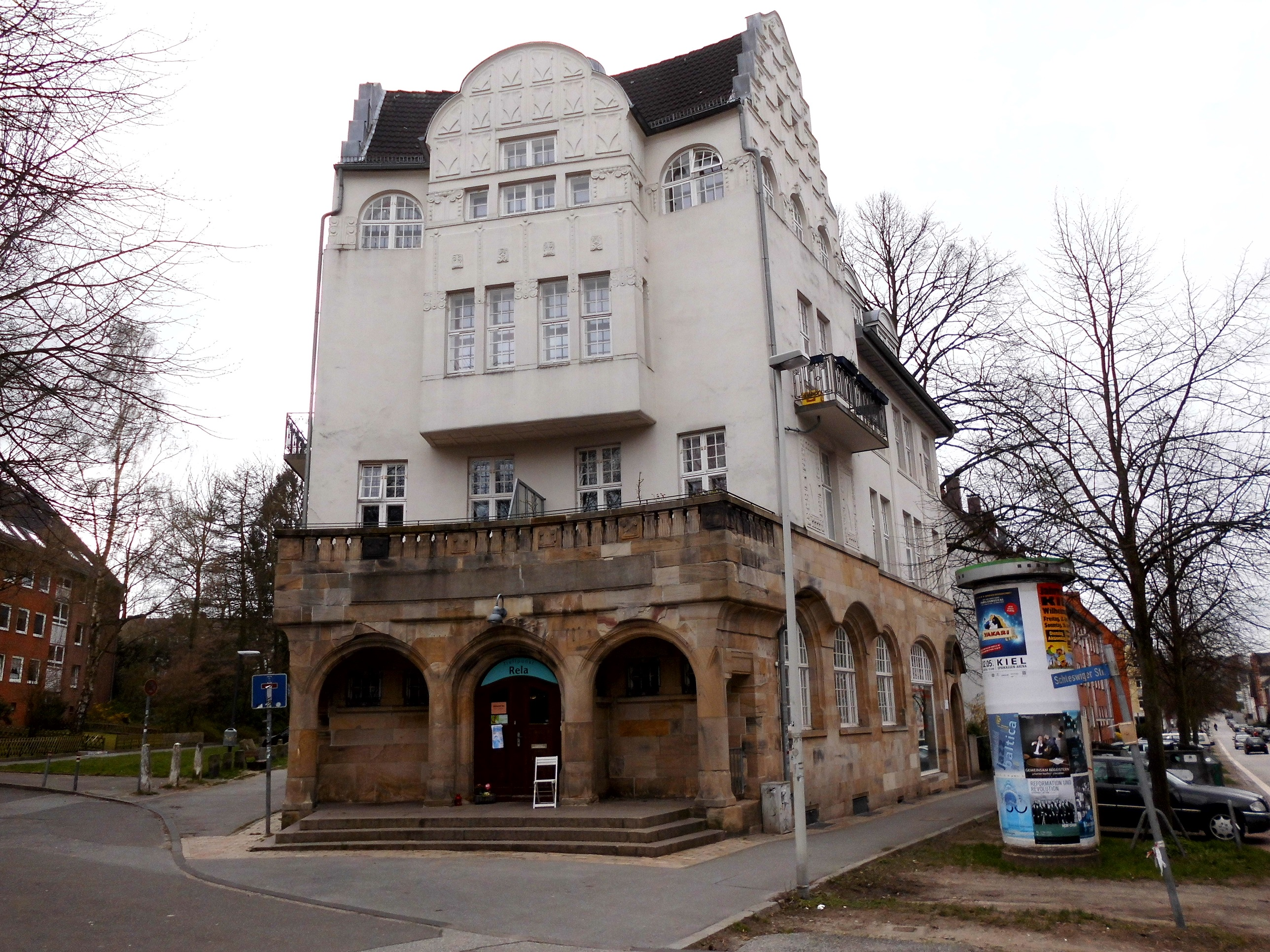
Wohn- und Geschäftshaus mit Postamt in Kiel-Hassee (1907)

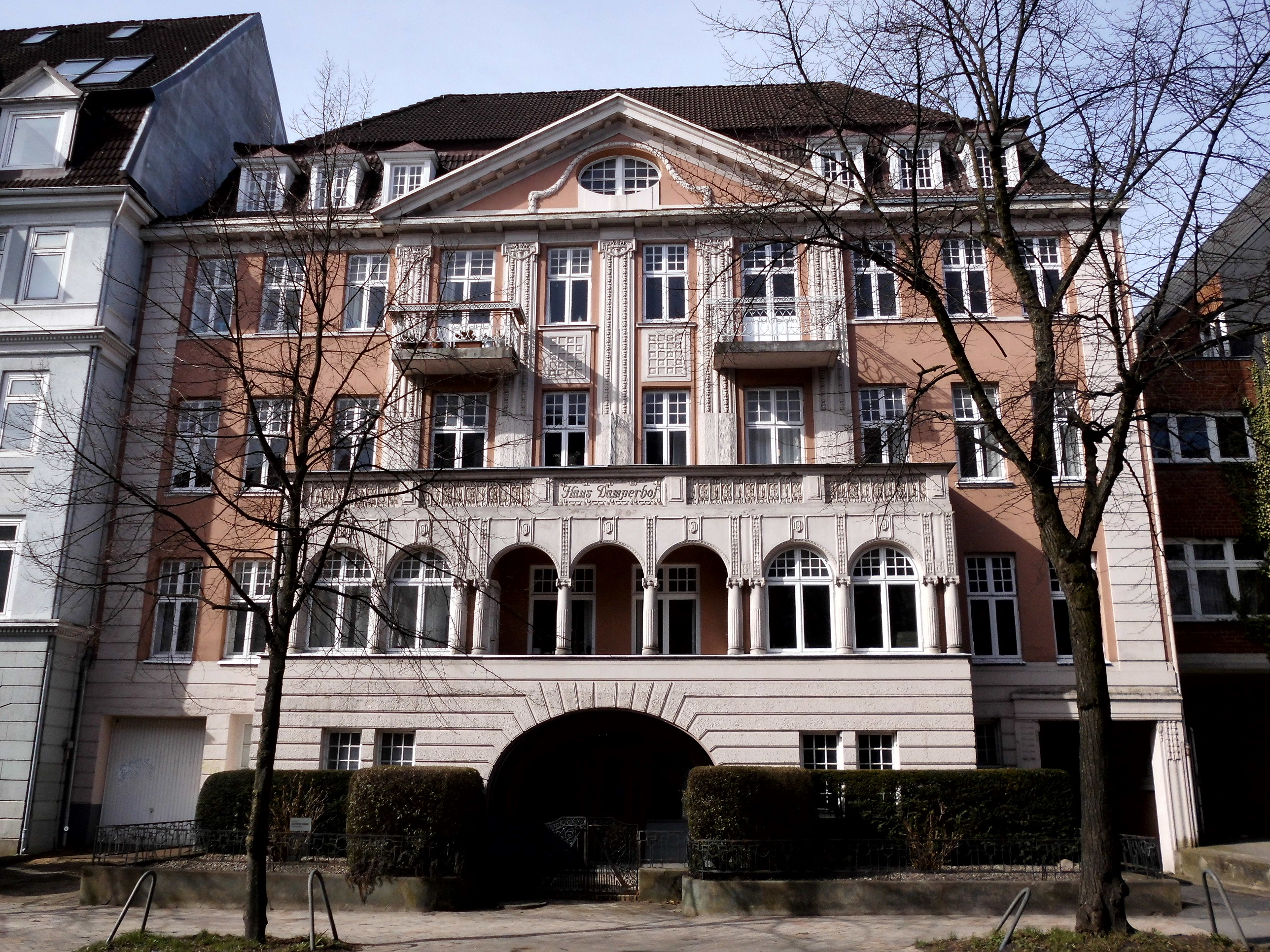
Haus Damperhof in Kiel (1907)

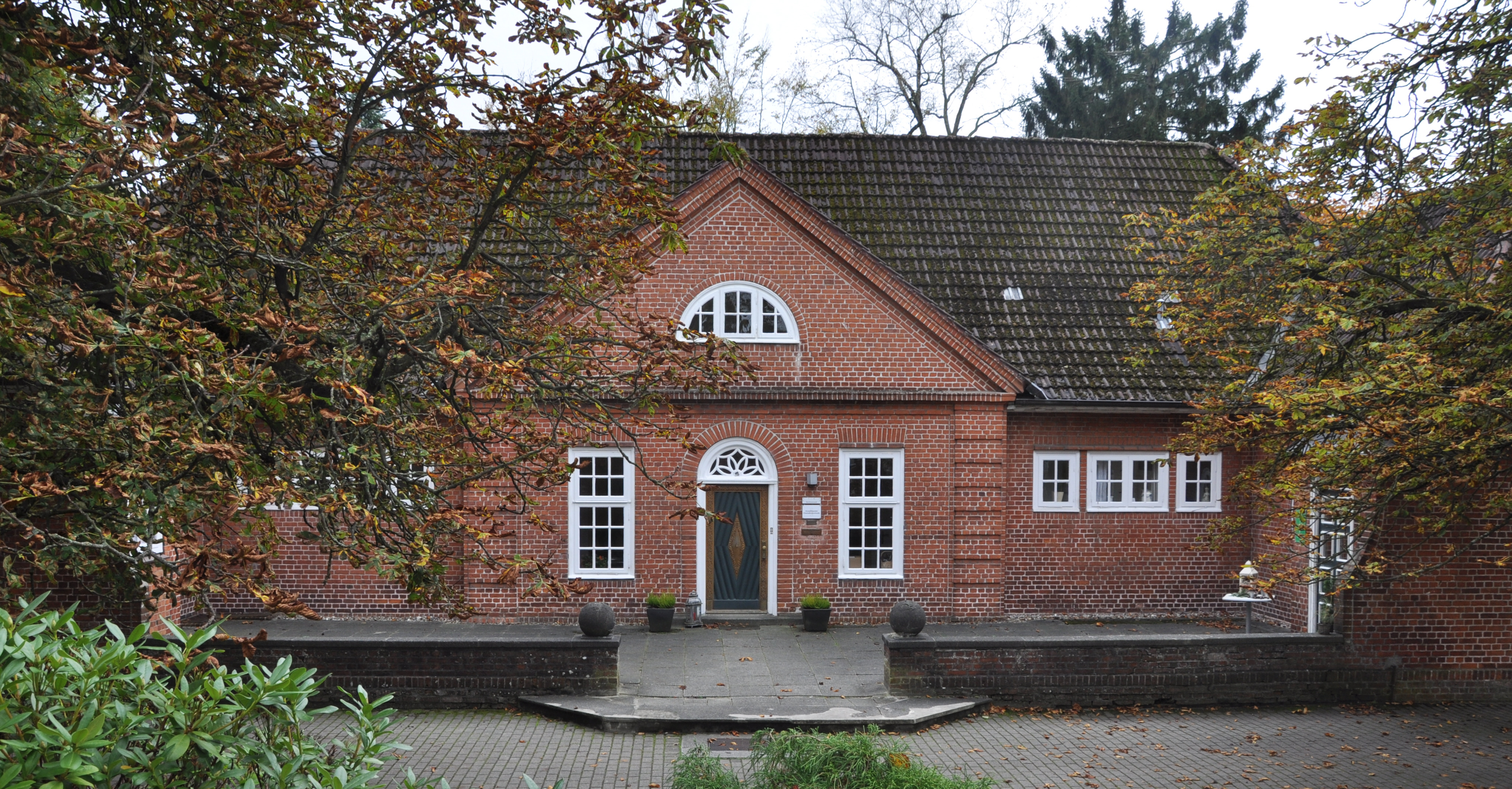
Wohnhaus Buchholtz in Bordesholm (1910–1911)

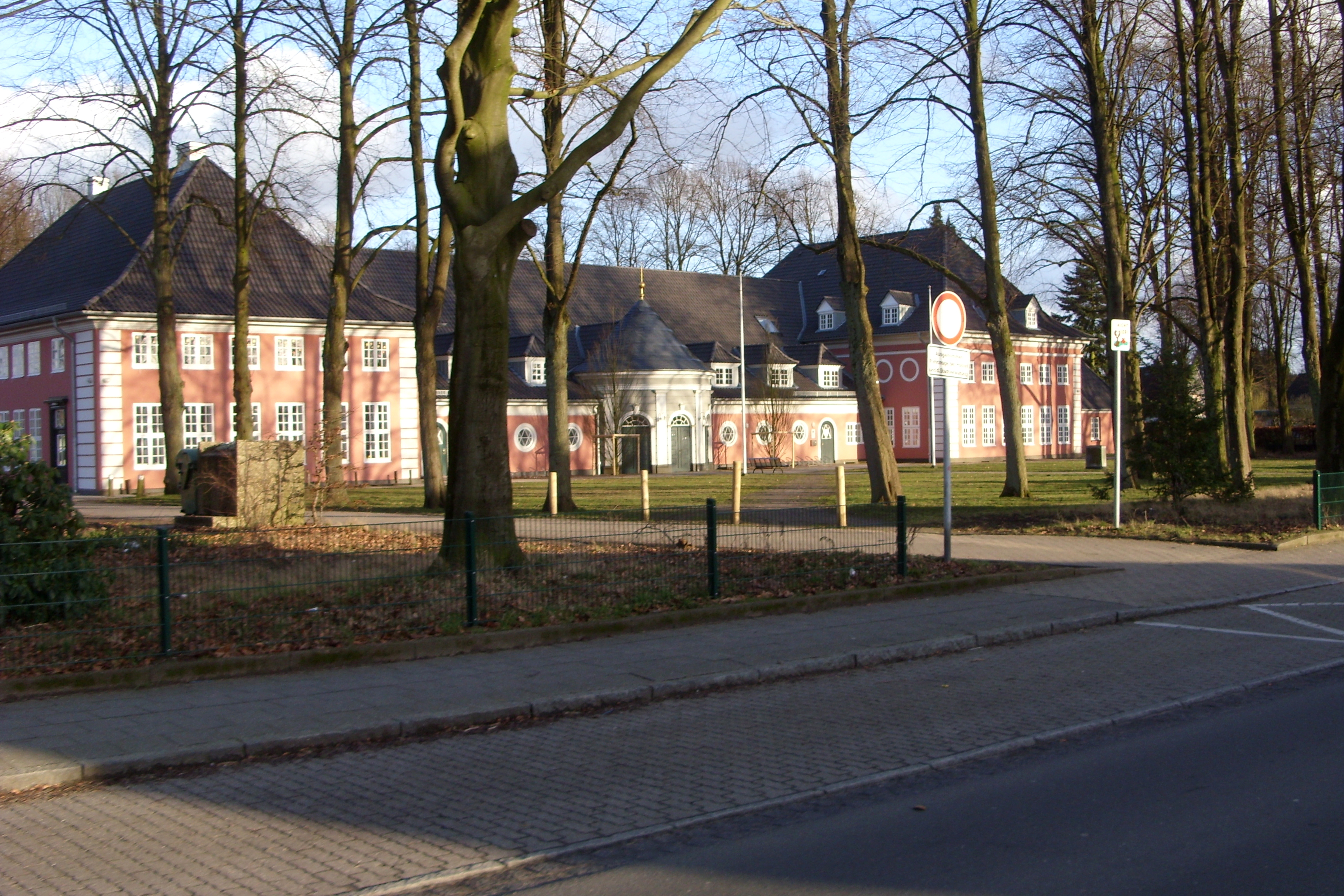
Volkshaus in Neumünster-Tungendorf (1919–1922)

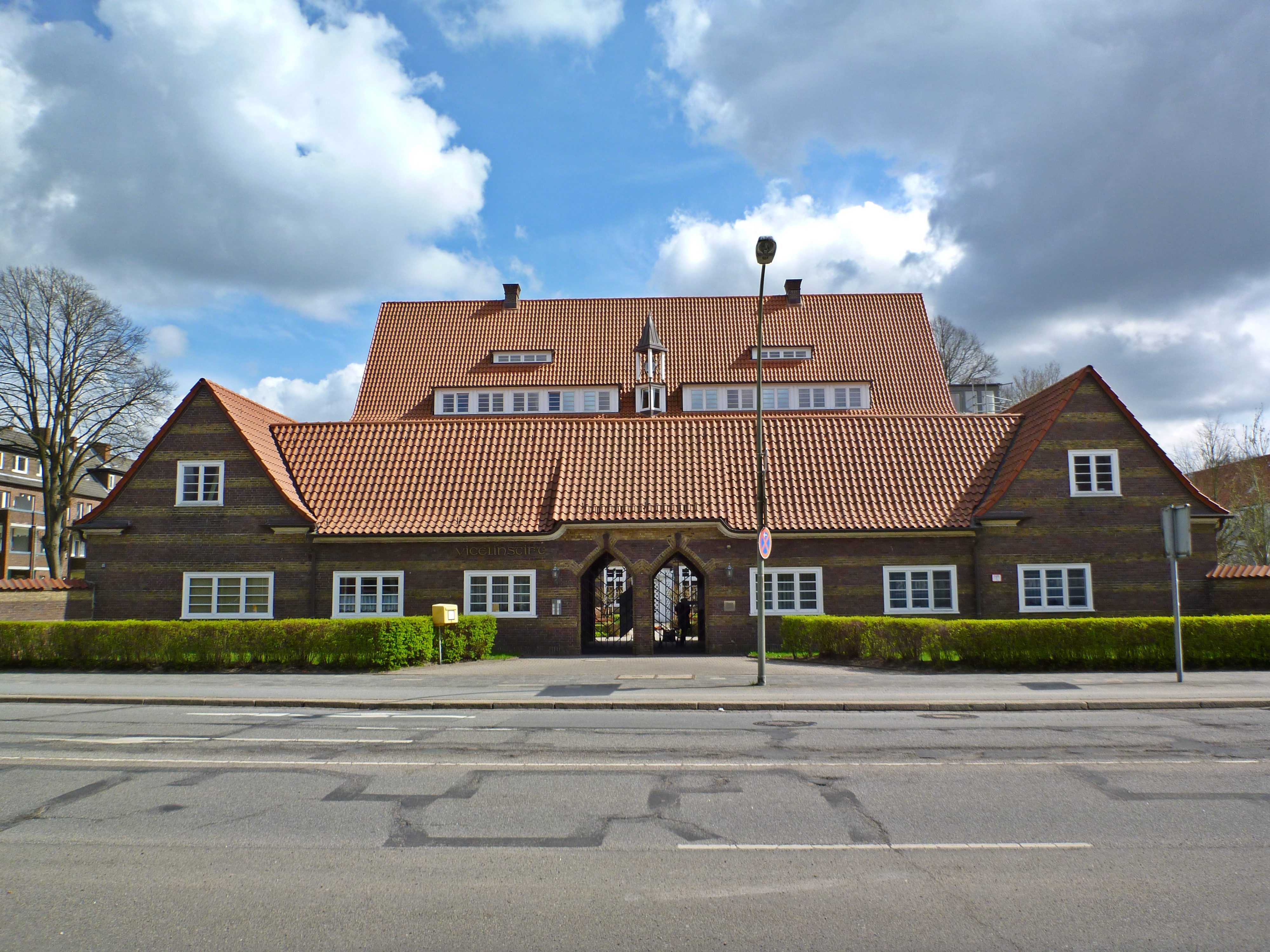
Vicelinstift in Neumünster (1926)

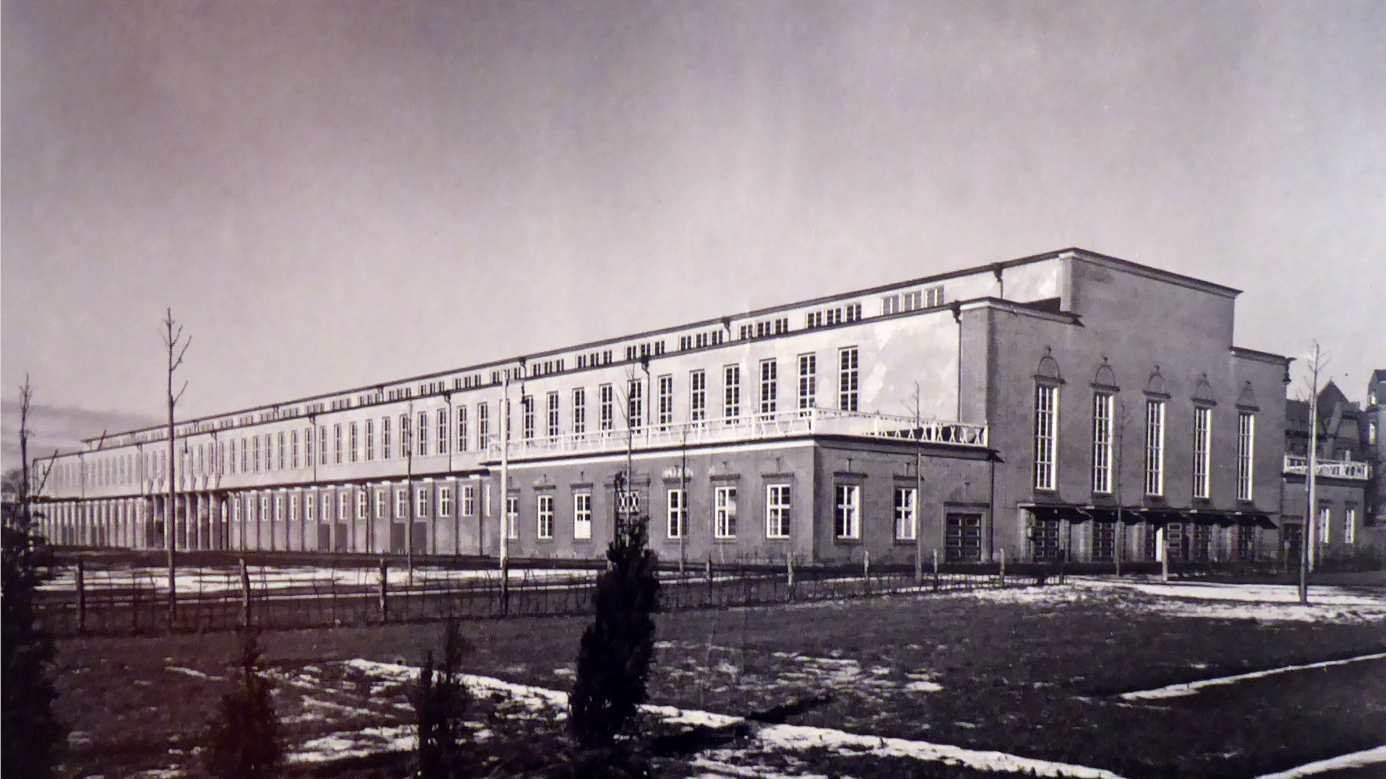
Nord-Ostseehalle, 1925 (Foto im Stadtmuseum)

Prinz studierte nach einer Zimmerer-Lehre Architektur an der Technischen Hochschule (Berlin-)Charlottenburg und der Technischen Hochschule Karlsruhe, u. a. bei Hermann Billing und Carl Schäfer. Ab 1907 arbeitete er als freischaffender Architekt in Kiel und war ein bedeutender Vertreter der Heimatschutzarchitektur in Schleswig-Holstein. Seine Arbeit umfasste ein breites Spektrum an Bauaufgaben, sowohl landwirtschaftliche Bauten für Gutshöfe als auch städtische und öffentliche Bauten sowie Inneneinrichtungen von Dampfern des Norddeutschen Lloyd.
Prinz war vielfach aktiv in reformorientierten und berufsständischen Vereinigungen seiner Zeit. Er war Mitglied im Deutschen Werkbund (DWB) und im Bund für Heimatschutz, er wurde in den Bund Deutscher Architekten (BDA) und in die Preußische Akademie des Bauwesens berufen. Prinz gilt als „Wegbereiter einer eigenwüchsigen, modernen nordelbischen Baukunst in schöpferischer Bindung an heimische Traditionen des spätbarocken Backsteinbaus.“

## Bauten (Auswahl)
- 1907: Wohn- und Geschäftshaus mit Postamt in Kiel-Hassee, Rendsburger Landstraße 29 / Schleswiger Straße (Postamt geschlossen, unter Denkmalschutz)[4]
- 1907: Mehrfamilienwohnhaus Damperhof für Ludolf Jansen in Kiel, Knooper Weg 51[4]
- 1910–1911: Wohnhaus für Paul Buchholtz in Bordesholm, Bahnhofstraße 58 (unter Denkmalschutz)[5]
- 1910: Wohnhaus Einicke in Hasseldieksdamm bei Kiel[6]
- 1911: Wohnhaus Bock in (Hamburg-)Blankenese, Anne-Frank-Straße 1[7]
- 1912: Kaufhaus Hettlage & Lampe in Kiel, Holstenstraße 28/30 / Faulstraße (nicht erhalten)
- 1912: Fabrikgebäude der Druckerei Handorff in Kiel, Holstenstraße 32 (nicht erhalten)[8]
- 1913: Torhaus und Kuhstall auf dem adeligen Gut Oppendorf bei Kiel
- 1913: Altenteilhaus Reimers in Wilstermarsch
- 1914–1915: Mädchenschule (seit 1965 Adolf-Reichwein-Schule) in Neumühlen-Dietrichsdorf bei Kiel, Tiefe Allee 32 / Boksberg 26[4]
- 1919–1922: Volkshaus der Gemeinde Tungendorf in Tungendorf bei Neumünster, Hürsland 2[9]
- 1921: Gärtnerhaus Nagel in Malente-Gremsmühlen
- 1922: Haus Hochfeldt am Westensee
- 1924: Wagenhalle auf dem Gut Dunkelsdorf
- 1924: Kuhhaus und Arbeiterwohnung auf dem Gut Stift in Altenholz-Stift bei Kiel
- 1925: Scheune und Stallungen für Graf Rantzau-Altenhof auf Gut Glasau
- 1925: Gebäude für den Landesverein für Innere Mission in Rickling
- 1925–1926: Nord-Ostseehalle in Kiel (kriegszerstört)
- 1936: Mehrfamilienwohnhaus-Paar in Kiel, Waitzstraße 14/16
- 1926: Torhaus mit Schweinestall auf dem Gut Madsow bei Wismar
- 1926: Kuhstall und Speicher auf dem Gut Pronstorf
- 1926: Altersheim Vicelin-Stift für den Landesverein für Innere Mission in Neumünster, Roonstraße 89 (unter Denkmalschutz)
- 1926: Erweiterungsbau für das evangelische Jugendheim Waldheim am Brahmsee bei Nortorf
- 1927: Gebäude für den Landesverein für Innere Mission in Neumünster
- 1927/28: Villa Sager, Neumünster
- 1928: Torhaus für den Landesverein für Innere Mission in Rickling
- 1928–1929: Mehrfamilienwohnhaus-Blockrandbebauung für den Ellerbeker Bauverein in Kiel, Esmarchstraße 11–19 / Feldstraße 106/108 (Häuser Esmarchstraße 11/13 kriegszerstört)[4]
- 1930: Wohnungsbauten für die Stadt Kiel in Kiel-Holtenau
- 1935: Hofgebäude und Landarbeitersiedlung Dieksanderkoog
- 1935: Erweiterungsbau der Kieler Spar- und Leihkasse in Kiel-Damperhof, Bergstraße 1/3 (unter Denkmalschutz)[4]
- 1935: neuer Kirchturm der Dankeskirche in Kiel-Holtenau, Grimmstraße 39[4]
- 1937: Gebäude der Spar- und Leihkasse Kiel in Kiel-Gaarden
- ab 1938: Mehrfamilienwohnhaus-Bebauung Afrikaviertel in Kiel-Neumühlen-Dietrichsdorf, Lüderitzstraße, Woermannstraße, Verdieckstraße u. a. (Planung einer Architekten-Arbeitsgemeinschaft unter Leitung von Ernst Prinz)[4]
- 1947: Wochenendhaus für G. Möller in Brandsbek
- 1945: Scheune auf Gut Knoop
- 1950: Fabrikgebäude mit Pförtnerhaus der Luftfilterfabrik Dr.-Ing. Wilhelm Rehfus GmbH in Leonberg
- 1951: Wohnhaus in Kiel, Lorentzendamm 20
- 1955: Schulgebäude in Achterwehr
- 1955: Wohnhaus für Rektor Sievert in Kiel, Graf-Spee-Straße 28
- 1950: Schulgebäude in Felde
- 1951: Wohnhaus für Dr. Edert in Kiel-Kitzeberg
- 1957: Wohnheim Waldhof des Marie-Christian-Heims in Kiel-Elmschenhagen

## Schriften
- Über Heimatschutz. In: Die Heimat. Monatsschrift des Vereins zur Pflege der Natur- und Landeskunde in Schleswig-Holstein, Hamburg und Lübeck und dem Fürstentum Lübeck. Bd. 21 (1911), Heft 1, Januar 1911, S. 5–10 (Digitalisat).
- Warum bauten unsere Großeltern soviel schöner als wir? In: Lauenburgische Heimat, Zeitschrift des Heimatbund und Geschichtsvereins Herzogtum Lauenburg, ISSN 0724-4282, 11. Jahrgang 1935, Nr. 3, S. 49–57.
- Bauberatung von Gestern und von heute. In: Bauwelt, ISSN 0931-6590, 47. Jahrgang 1956, Nr. 40, S. 937–938.
- Erinnerungen eines Kieler Architekten. In: Mitteilungen der Gesellschaft für Kieler Stadtgeschichte, ISSN 0173-0940, 58. Jahrgang 1970, Heft 1/2, S. 109–130.